# Scopula concinnaria
Scopula concinnaria là một loài bướm đêm trong họ Geometridae.